# Joshua (gruppo musicale)
I Joshua sono stati un gruppo heavy metal cristiano, formato a Los Angeles nel 1980.

## Storia
Di origini greche, Joshua Perahia passò gran parte della sua gioventù studiando per la qualifica di dottore alla University of California di Los Angeles. Iniziò a dedicarsi allo studio della chitarra all'età di 12 anni per puro divertimento, formando la sua prima band, i Blind Owl, nel 1977, periodo nel quale cominciò a dedicarsi pienamente alla musica.
La band di Los Angeles venne fondata nel 1980 da Joshua Perahia, a volte citato come uno dei chitarristi più veloci al mondo. Il gruppo, originariamente fondato come progetto solista del chitarrista, era composto da Stephan Fontaine alla voce, il bassista Marlon Hawk, il batterista Tony Zaccaglini e Donnie Gougeon alle tastiere. La band di Joshua suonava regolarmente attorno al circuito della California, spesso apparendo assieme ad altri noti gruppi come Ratt, Quiet Riot, Rough Cutt, Black 'N Blue. Nel 1982 il chitarrista pubblicò il primo full-length come solista, dal titolo di The Hand Is Quicker Than the Eye, per la Enigma Records. Dal disco venne estratta la hit "November is Going Away", trasmessa a ruota dalle radio locali, ottenendo un elevato successo anche in Giappone, tanto che il Burrn! Magazine, uno dei giornali dedicati al rock più noti nel Sol Levante, recensì positivamente il lavoro, e Perahia venne citato da alcuni come "il chitarrista più veloce al mondo". Anche il giornale Kerrang! lo votò come "chitarrista dell'anno" nel 1982.
Fu solo in seguito che Perahia decise di rivoluzionare la formazione cambiando il nome della band in Joshua. Fontaine successivamente fondò i Ringleader e in seguito fronteggiò i leggendari Uriah Heep in occasione di un tour statunitense, non avendo però mai l'occasione di registrare con il gruppo abbandonando prematuramente. In vista del prossimo album, Perahia assemblò una nuova formazione, questa volta con Jeff Fenholt dietro il microfono. Fenholt aveva registrato nel 1980 del materiale irrealizzato con gli Armageddon, una band fondata dall'ex cantante degli Yardbirds Keith Relf. In seguito, nel 1984, Fenholt aveva preso parte alla formazione dei Terrified, gruppo capeggiato dal batterista Bobby Rondinelli, rinomato musicista con alle spalle un periodo nei Rainbow. Fenholt però abbandonò presto questa formazione senza registrare alcun materiale, per reggiungere i Black Sabbath nel 1985 a sostituzione di David Donato. Il cantante rimase nei Sabbath per 7 mesi, ed in seguito, neanche un anno dopo la sua dipartita, quando questi pubblicarono Seventh Star, Fenholt sostenne di aver partecipato alle registrazioni dell'album, pur non essendone stato accreditato. In effetti con Fenholt era stata incisa nel 1985 una demo intitolata Star of India, le cui parti saranno in seguito utilizzate per comporre la title track. La formazione dei Joshua venne completata dal chitarrista Ken Tamplin, curiosamente, cugino di Sammy Hagar, ex cantante dei Montrose, e all'epoca nei Van Halen.
Nel 1985 i Joshua riuscirono ad ottenere un contratto con la Polydor Records negli Stati Uniti con cui pubblicarono il primo disco Surrender nel 1986. Ancora una volta, il lavoro del chitarrista venne ben accolto dalla critica, che non solo elogiò la sua padronanza dello strumento, ma anche il songwriting e le liriche. Tuttavia, dopo la realizzazione del debutto, Perahia sciolse la formazione. La RCA Records si dimostrò interessata al talentuoso musicista, e nel 1988, dopo aver firmato per l'etichetta, iniziò a lavorare al nuovo disco sotto la produzione del noto Dieter Dierks (Scorpions, Accept, Twisted Sister). La nuova formazione della band venne formata nel 1987 ed era ora composta da Rob Rock, cantante con alle spalle un'esperienza nel supergruppo M.A.R.S., e da poco cantante degli Impellitteri, Greg Shultz alle tastiere, Emil Lech Brando (ex Sound Barrier) al basso e Tim Gehrt (ex Streets) dietro i tamburi. Gli ex membri dei Joshua Tamplin, Robinson e Galetta formarono la christian metal band Shout nel primo 1988. Nel 1988 i Joshua diedero così alla luce Intense Defense, per molti critici uno dei migliori album melodic metal di tutti i tempi. Il gruppo cercò in tutti i modi di sfondare nel mercato mainstream americano, ma sfortunatamente non godette del supporto dell'etichetta negli Stati Uniti, ottenendo successo solo in Europa e Asia, e guadagnando 11 dischi d'oro fuori dagli States. Seguirono tour in Europa per il supporto del disco, suonando nelle arene di fronte a 40 000. La formazione di Intense Defense ebbe breve durata, infatti nel 1989 Bob Rock entrò nei Driver protando con sé Letch Brando e Schultz.
Quindi Perahia formò una nuova band chiamata Jaguar con il singer Robin Kyle Bassuri con cui registrò alcune demo, ma il progetto sfumò poco dopo. Il chitarrista nel 1992 diede vita ad un altro gruppo chiamato Mpire con Joey Rochrich (basso) ed Eric Stoskopf (batteria). Realizzarono nel 1995 il disco Chapter One per la Long Island Records in Giappone ed Europa, ma non negli States. Poco dopo la pubblicazione del disco, la label endò in bancarotta.  Nel 1998, Joshua riformò gli MPire con Joey Rochrich ed Eric Stoskopf, questa volta tornando ad essere accreditato come progetto solista. Il gruppo pubblicò il disco Something to Say con il produttore Keith Olsen (Scorpions, Heart, Carlos Santana) senza cantante, così Keith chiese al suo amico, ex membro della band di Santana Alex Ligertwood, di partecipare al disco. Keith portò con sé anche Jason Scheff (bassista dei Chicago) come corista ed il tastierista di Santana Richard Baker.

## Formazione

### Attuale
- Mark Boals - voce (2002-presente)
- Joshua Perahia - chitarra (1980-presente)
- Scott Warren - tastiera (2002-presente)
- Bryan Fleming - basso (2002-presente)
- Dino Maddalone - batteria (2002-presente)

### Ex componenti
- Robin Kyle Basuri - voce
- Rob Rock - voce
- Steff Fontaine - voce
- Jeff Fenholt - voce
- Michael O'Mara - voce
- Loren Robinson - basso
- Emil Lech - basso
- Tony Zaccaglin - batteria
- Craig Ostbo - batteria
- Joseph Galletta - batteria
- Tim Gehrt - batteria
- Donnie Gougeon - tastiere
- Greg Shultz - tastiere
- Patrick Bradley - tastiere

## Discografia

### Album in studio
- 1983 - The Hand Is Quicker Than the Eye (accreditato come Joshua Perahia)
- 1986 - Surrender
- 1988 - Intense Defense
- 1995 - Chapter One
- 2001 - Something to Say
- 2012 - Resurrection

### Raccolte
- 1995 Double Trouble: The Hand is Quicker than the Eye/Surrender